# Inonge Mbikusita-Lewanika

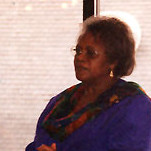
Inonge Mbikusita-Lewanika

Inonge Mbikusita-Lewanika (* 14. Juli 1943) ist Tochter des Lewanika II. König von Barotseland und tätig im diplomatischen Dienst von Sambia. Seit 2003 ist sie Botschafterin des Landes in den USA.
Inonge Mbikusita-Lewanika machte ihren MA in Erziehung und Psychologie am California Polytechnic State University, San Luis Obispo, und promovierte über Kindheit und Grundschulerziehung an der New York University.
Die Königstochter war von 1965 bis 1972 Dozentin an Colleges in Mongu im Bereich der Pädagogik, von 1972 bis 1980 Professor an der University of Zambia für Erziehungswissenschaften und Lehrerausbildung, von 1980 bis 1990 arbeitete sie für UNICEF als Berater für das Ost- und südliches Afrika. Bei den Wahlen in Sambia 1991 gewann sie für das Movement for Multiparty Democracy ein Mandat in der Nationalversammlung Sambias und kandidierte für die Agenda for Zambia für die Präsidentschaft 2001 mit enttäuschendem Ergebnis. Danach wechselte sie endgültig in den diplomatischen Dienst Sambias.